# Baseball a 2015. évi nyári universiadén
A 2015. évi nyári universiadén a baseballban összesen 1 versenyszámot rendeztek. A baseball versenyszámait június 6. és 11. között tartották.

## Éremtáblázat
| #        | Ország    | Arany | Ezüst | Bronz | Összesen |
| 1.       | Japán     | 1     | 0     | 0     | 1        |
|          | Tajvan    | 1     | 0     | 0     | 1        |
| 3.       | Dél-Korea | 0     | 0     | 1     | 1        |
| Összesen | Összesen  | 2     | 0     | 1     | 3        |

## Érmesek
- A döntőt eltörölték

| versenyszám | arany | arany  | bronz     |
| Baseball    | Japán | Tajvan | Dél-Korea |

## Végeredmény
| # | Csapat                    |
| - | ------------------------- |
|   | Japán                     |
|   | Tajvan                    |
|   | Dél-Korea                 |
| 4 | Amerikai Egyesült Államok |
| 5 | Kína                      |
|   | Csehország                |
| 7 | Mexikó                    |
| 8 | Franciaország             |